# كوخ الغابة (فلم)
كوخ الغابة (بالإنجليزية: The Cabin in the Woods) فيلم أمريكي أنتج عام 2012، وحصل على تقييم 7.0 في IMDb ومن بطولة كريستين كونيللي.

## القصة
خمسة طلاب ، دانا ، هولدن ، مارتي ، جولز وكيرت ، يذهبون لقضاء بضعة أيام من العطلة في كابينة معزولة في وسط الغابة. وفي الوقت نفسه ، يقوم العلماء الذين يستعدون لعملية ما بمراقبتها من خلال الكاميرات بينما تجري عمليات مماثلة بالتوازي في بلدان أخرى. غريب في المنطقة ، مردخاي ، يشير الطريق إلى الطلاب الخمسة قبل الاتصال بالعلماء. عند وصولهم ، في مقصورة مليئة بالكاميرات المخفية ، يستكشف الطلاب المكان ويكتشفون قبوًا مليئًا بأشياء مختلفة جدًا. يقرأ دانا مذكرات بيشن باكنر ويقرأ تعويذة تستحضر عائلة باكير من الزومبي ، بينما كان العلماء يراهنون على البند الذي سيستخدم أولاً.
كيرت وجولز ، تحت تأثير الأدوية التي أطلقها العلماء الذين يغيرون سلوكهم ، يخرجون ليصنعوا الحب ويهاجمهم الزومبي. يقتل جول لكن كيرت يدير للهروب ويحذر الآخرين. مارتي الذي تحمل أفضل تأثيرات الأدوية بسبب الماريجوانا سكانها الكبير، يكتشف الكاميرا ويدرك أن يتم التعامل مع المجموعة، ولكن تعرضت لهجوم ومدفوعة تحت الأرض من قبل غيبوبة. يهرب دانا وكيرت وهولدن من منزلهم البخاري ، لكن العلماء يقطعون طريقهم من خلال انهيار نفق. يحاول كيرت القفز بالدراجة النارية على الخندق الذي تم إنشاؤه ، ولكنه يجد الموت عن طريق ارتطامه بمجال قوة غير مرئي. الناجون اثنين يستديران ، ولكن هولدن يقتل بعد ذلك من قبل غيبوبة أخرى مخبأة في الكاراف ويهاجم دانا بدوره.
يحتفل العلماء بنجاحهم ، خاصة وأن جميع العمليات المماثلة في الدول الأخرى قد فشلت ، لكنهم يدركون أن مارتي لا يزال على قيد الحياة. مارتي ينقذ دانا ويأخذه إلى مصعد تحت الأرض اكتشفه. يرى كلاهما مجموعة كبيرة ومتنوعة من المخلوقات المسجونين ، ويدرك دانا أن هناك كائنًا يحتفظ به أحدهم في القبو ، مع إدراك أن كل كائن في هذه الغرفة كان يهدف إلى إيصال مخلوق في على وجه الخصوص. يتتبع فريق الأمن دانا ومارتي اللذين على وشك الاستيلاء عليهما ، عندما تجد دانا طريقة لتحرير المخلوقات. ذبح الأخير الحراس وكذلك العلماء بينما وصل دانا ومارتي في معبد تحت الأرض.
التقى دانا ومارتي في مدير المعبد العمليات الذي أبلغ كانوا الضحايا المستهدفين من سيناريو أنشئت لاسترضاء "القديمة"، والكائنات الخبيثة الذين يعيشون تحت التركيب وهي أبقى نائما قبل الذبيحة السنوية من خمسة من الشباب الذين يجسدون الأمثلة: ع (جول)، رياضي (كيرت)، الباحث (هولدن)، مجنون (مارتي) وعذراء (دانا)، والموت هذا الأخير هو اختياري. الترتيب الذي يموت التضحية ليست مهمة طالما تختفي ع أولا. أصبح إحياء القدماء الآن وشيكا ، حيث أن جميع الطقوس في جميع أنحاء العالم قد فشلت ، ومن المرجح جدا أن تتسبب في تدمير البشرية ، يطلب المخرج من دانا قتل مارتي. دانا على وشك إطلاق النار على مارتي ، الذي يتم إنقاذه عند وصول بالذئب. يصل الصبر باكنر بدوره ويقتل المخرج ، مارتي يدفع كلاهما إلى بئر الأولين. يتفق دانا ومارتي على أنه من الأفضل للأرض أن تختفي البشرية. يضيئون المفصل ويأخذون أيديهم. الصورة الأخيرة للفيلم هي صورة يد ضخمة تخرج من الأرض برش الكوخ.

## الأدوار
- كريستين كونيللي في دور دانا.
- كريس هيمسوورث في دور كيرت.
- آنا هوتشيسون في دور جولي.
- فران كرانز في دور مارتي.
- جوديل فيرلاند في دور باتينس باكنر.

## روابط خارجية
- مقالات تستعمل روابط فنية بلا صلة مع ويكي بيانات

1. بيانات فيلم The Cabin in the Woods من قاعدة بيانات الأفلام IMDb